# Figures (Staël)
Pour les articles homonymes, voir Figure.
Figures est une  huile sur toile peinte par Nicolas de Staël en 1952-1953 à Paris. Elle est répertoriée à cette date dans le catalogue raisonné de Françoise de Staël sous  le n° 577. Elle apparaît dans l'œuvre du peintre  comme une continuité dans sa recherche sur le nu en 1953, après Les Indes galantes (Staël I).
Il amorce ici une longue série d'études dont une douzaine est répertoriée sur le catalogue raisonné, juste avant le Portrait d'Anne, suivi des nus les plus appréciés de l'artiste, réalisés pendant les deux dernières années de sa vie, et qui ont été vendus à des prix très élevés comme Nu debout (Staël I), (1953) et  Nu couché (Nu), (1954).

## Contexte
Staël travaille sous la pression de Paul Rosenberg, qui attend de lui une exposition remarquable, et pour laquelle le peintre répond au galeriste : « Je suis de votre avis, [cette nouvelle exposition] elle doit être tout à fait différente de celle qui a eu lieu chez Knoedler l'année précédente. »
Le marchand d'art, en bon commerçant, a fait déjà monter l'importance de l'évènement par un entretien avec le critique d'art Henry Mc Bride, dans la revue Art News intitulé « Paul Rosenberg and his private stock », New York, décembre 1953. Quand le journaliste lui demande  s'il y a un jeune peintre pour lequel il prendrait beaucoup de risques aujourd'hui, Rosenberg déclare de toute sa hauteur : « Oui, il y en a un : de Staël. »

## Les nus de la même année
Dans l'énorme production de paysages, natures mortes, bouteilles, que le peintre réalise cette année-là pour enrichir le stock Rosenberg, apparaissent aussi ses recherches sur le nu. Dans ces œuvres, la femme dénudée est d'abord floutée. Elle peut apparaitre sur un fond d'aplats de couleurs vives, fins, où la peau est évoquée par une nuance blanc bleuté comme  dans Nu : une inconnue, nu couché, huile sur toile, 97 × 146 cm, puis plus nette, dans des tons de gris, placée de trois quarts comme dans Nu debout (Staël I), huile sur toile, 146 × 89 cm, dans lequel la silhouette de la femme en gris, barrée d'une rayure de rose et brun, est plus clairement identifiable à un nu, à un moment où Staël écrit à Rosenberg : « Les nus partis à New York pour ouvrir mon exposition ont atteint par brefs instants un tel degré de chaleur communicative que la terre n'est plus que boue ».
Selon Daniel Dobbels, cette barre est comme un trait de boue qui serait remonté dans la fougue de Staël. C'est cette toile, Nu debout (Staël I), 1953, huile sur toile, 145 × 89 cm, collection particulière, Zurich qui a, en 2013, été vendue au prix de  4,9 millions d'euros  comme l'annonce le journal suisse Tribune de Genève.
Staël continue sa recherche sur les nus avec un travail sur les formes et les couleurs : Femme assise (Staël), huile sur toile, 114 × 162 cm, peinte à Ménerbes, disparaît presque complètement derrière une fine couche de bleu, tandis que pour Nu Jeanne, (Nu debout), huile sur toile, 147 × 97 cm, Staël reprend le traité de Les Indes galantes (Staël I) avec une femme de dos dont on distingue bien la chevelure longue.

## Les Figures
Ce tableau qui rapproche Staël des impressionnistes divise la critique sur la façon de l'analyser. Harry Bellet voit dans ces deux figures debout, des femmes « dévorées par le fond sombre ». Daniel Dobbels juge qu'elles  sont au contraire plus lumineuses et plus ludiques que les dramatiques Indes galantes. Une des deux silhouettes de femme est peinte en gris, l'autre en blanc. Elles sont séparées par de longues lignes de couleurs vives : jaune, rouge, vert. C'est un tableau « un peu » joyeux, peint presque en même temps que Les Musiciens, souvenir de Sidney Bechet, et L'Orchestre (Staël), deux œuvres que Françoise de Staël a classées exactement à la même époque que Figures, peut-être dans le même mois. Période de joie, et mais aussi d'euphorie inquiète comme toujours. Staël ne connaît pas la sérénité. Inquiet quand ses tableaux ne trouve pas preneur, il s'inquiète maintenant de ce que « sa peinture devient une grosse affaire d'argent. » Devant le succès de l'exposition chez Knoeler, et sous la pression de Rosenberg qui veut toujours plus pour février 1954, sa production fébrile, sauvage, fait de lui un reclus dans son atelier de Lagnes (ou peut-être de Ménerbes selon certaines signatures peu précises) où il travaille jour et nuit.
Le peintre ne considère toujours pas ces Figures comme dit des nus, ainsi qu'on le voit dans une lettre du début novembre 1954, où il annonce à Jacques Dubourg qu'il va se mettre à faire des figures et des nus : « Je vais essayer des figures, nus, portraits et groupes de personnages. Il faut y aller quand même, que voulez-vous, c'est le moment, je ne peux peindre des kilomètres de natures mortes et paysages, ça ne suffit pas(...),. » Cette remarque est d'autant plus étonnante que dans la lettre envoyée un an plus tôt à Paul Rosenberg, le 12 décembre 1953, il parle des Nus envoyés à New York pour l'exposition de 1954 : « Dans le prochain envoi, vous aurez un ou deux nus-maître, et des toiles moyennes en plus grand nombre pour vos appartements de New-York ».
La correspondance de Nicolas de Staël est reproduite dans le catalogue raisonné, commentée par Germain Viatte. La dernière lettre de Nicolas de Staël s'adresse à Jacques Dubourg, son meilleur soutien, et son confident.